# غرانفيل (نيويورك)
غرانفيل (بالإنجليزية: Granville, New York)‏ هي بلدة أمريكية تقع في الولايات المتحدة في مقاطعة واشنطن، نيويورك. يقدر عدد سكانها بـ 6,456 نسمة ومساحتها 145.3 كم2 وترتفع عن سطح البحر 199 متر.

## أعلام
- تشارلز إي. براون